# Élections municipales de 2017 dans Les Basques
Pour un article plus général, voir Élections municipales de 2017 dans le Bas-Saint-Laurent.
Cet article concerne les élections municipales de 2017 dans le Bas-Saint-Laurent  dans la municipalité régionale de comté des Basques.

## Notre-Dame-des-Neiges
| Candidats pour la mairie | Vote            | %               |
| ------------------------ | --------------- | --------------- |
| Jean-Marie Dugas         | Sans opposition | Sans opposition |

| Candidats conseiller #1   | Vote            | %               |
| ------------------------- | --------------- | --------------- |
| Jean-Paul Rioux (Sortant) | Sans opposition | Sans opposition |

| Candidats conseiller #2 | Vote            | %               |
| ----------------------- | --------------- | --------------- |
| Gilles Lamarre          | Sans opposition | Sans opposition |

| Candidats conseiller #3 | Vote            | %               |
| ----------------------- | --------------- | --------------- |
| Robert Forest (Sortant) | Sans opposition | Sans opposition |

| Candidats conseiller #4 | Vote            | %               |
| ----------------------- | --------------- | --------------- |
| Sylvain Sénéchal        | Sans opposition | Sans opposition |

| Candidats conseiller #5    | Vote            | %               |
| -------------------------- | --------------- | --------------- |
| Philippe Leclerc (Sortant) | Sans opposition | Sans opposition |

| Candidats conseiller #6 | Vote            | %               |
| ----------------------- | --------------- | --------------- |
| Benoit Beauchemin       | Sans opposition | Sans opposition |

## Saint-Clément
| Partis | Partis          | Candidats pour la mairie | Vote            | %               |
| ------ | --------------- | ------------------------ | --------------- | --------------- |
|        | Nouvelle vision | Eric Blanchard (Sortant) | Sans opposition | Sans opposition |

| Partis | Partis          | Candidats conseiller #1 | Vote            | %               |
| ------ | --------------- | ----------------------- | --------------- | --------------- |
|        | Nouvelle vision | Sylvie Vincent          | Sans opposition | Sans opposition |

| Partis | Partis          | Candidats conseiller #1 | Vote            | %               |
| ------ | --------------- | ----------------------- | --------------- | --------------- |
|        | Nouvelle vision | Francis April (Sortant) | Sans opposition | Sans opposition |

| Partis | Partis          | Candidats conseiller #3 | Vote            | %               |
| ------ | --------------- | ----------------------- | --------------- | --------------- |
|        | Nouvelle vision | Stéphane April          | Sans opposition | Sans opposition |

| Partis | Partis          | Candidats conseiller #4        | Vote            | %               |
| ------ | --------------- | ------------------------------ | --------------- | --------------- |
|        | Nouvelle vision | Christiane Veilleux (Sortante) | Sans opposition | Sans opposition |

| Partis | Partis          | Candidats conseiller #5 | Vote            | %               |
| ------ | --------------- | ----------------------- | --------------- | --------------- |
|        | Nouvelle vision | Denis Roy (Sortant)     | Sans opposition | Sans opposition |

| Partis | Partis          | Candidats conseiller #6 | Vote            | %               |
| ------ | --------------- | ----------------------- | --------------- | --------------- |
|        | Nouvelle vision | Luc Veilleux (Sortant') | Sans opposition | Sans opposition |

## Saint-Guy
| Candidats pour la mairie | Vote            | %               |
| ------------------------ | --------------- | --------------- |
| Maxime Dupont            | Sans opposition | Sans opposition |

| Candidats conseiller #1 | Vote            | %               |
| ----------------------- | --------------- | --------------- |
| Roger Rioux             | Sans opposition | Sans opposition |

| Candidats conseiller #2 | Vote            | %               |
| ----------------------- | --------------- | --------------- |
| Nathalie Trudeau        | Sans opposition | Sans opposition |

| Candidats conseiller #3                        | Vote            | %               |
| ---------------------------------------------- | --------------- | --------------- |
| Jean-Pierre Saucier (Sortant d'un autre poste) | Sans opposition | Sans opposition |

| Candidats conseiller #4 | Vote            | %               |
| ----------------------- | --------------- | --------------- |
| Gaétane Gagnon          | Sans opposition | Sans opposition |

| Candidats conseiller #5 | Vote            | %               |
| ----------------------- | --------------- | --------------- |
| Gilles Roussel          | Sans opposition | Sans opposition |

| Candidats conseiller #6 | Vote            | %               |
| ----------------------- | --------------- | --------------- |
| Yannick Pelletier       | Sans opposition | Sans opposition |

- Yvan Sirois remplace Gilles Roussel à titre de conseiller #5 en cours de mandat.

- Démission de Roger Rioux (conseiller #1) peu avant le 10 mai 2021[1].

## Saint-Jean-de-Dieu
| Candidats pour la mairie | Vote            | %               |
| ------------------------ | --------------- | --------------- |
| Alain Bélanger (Sortant) | Sans opposition | Sans opposition |

| Candidats conseiller #1 | Vote            | %               |
| ----------------------- | --------------- | --------------- |
| Tania Gagnon-Malenfant  | Sans opposition | Sans opposition |

| Candidats conseiller #2    | Vote            | %               |
| -------------------------- | --------------- | --------------- |
| Frédéric Leblond (Sortant) | Sans opposition | Sans opposition |

| Candidats conseiller #3     | Vote | %     |
| --------------------------- | ---- | ----- |
| Jean-Claude Caron (Sortant) | 367  | 60,36 |
| Jerry Dionne                | 241  | 39,64 |

| Candidats conseiller #4     | Vote            | %               |
| --------------------------- | --------------- | --------------- |
| Frédéric Bastille (Sortant) | Sans opposition | Sans opposition |

| Candidats conseiller #5    | Vote | %     |
| -------------------------- | ---- | ----- |
| Louiselle Rioux (Sortante) | 304  | 50,08 |
| Stéphane Rioux             | 303  | 49,02 |

| Candidats conseiller #6 | Vote            | %               |
| ----------------------- | --------------- | --------------- |
| Nancy Gagné             | Sans opposition | Sans opposition |

- Décès de Jean-Claude Caron (conseiller #3) le 30 mai 2020[2].

- Démission de Frédéric Leblond (conseiller #2) le 7 décembre 2020[3].

## Saint-Mathieu-de-Rioux
| Candidats pour la mairie              | Vote | %     |
| ------------------------------------- | ---- | ----- |
| Roger Martin                          | 315  | 60,00 |
| Denis Riou (Sortant d'un autre poste) | 210  | 40,00 |
| Taux de participation : 68,8 %        |      |       |

| Candidats conseiller #1 | Vote | %     |
| ----------------------- | ---- | ----- |
| Félix Charbonneau       | 280  | 53,54 |
| Guylain Saucier         | 243  | 46,46 |

| Candidats conseiller #2 | Vote            | %               |
| ----------------------- | --------------- | --------------- |
| Annie Couture           | Sans opposition | Sans opposition |

| Candidats conseiller #3          | Vote            | %               |
| -------------------------------- | --------------- | --------------- |
| Marie-Marthe Fournier (Sortante) | Sans opposition | Sans opposition |

| Candidats conseiller #4 | Vote | %     |
| ----------------------- | ---- | ----- |
| Maylina Fournier        | 341  | 65,58 |
| Éric Landry             | 179  | 34,42 |

| Candidats conseiller #5 | Vote            | %               |
| ----------------------- | --------------- | --------------- |
| Marc-André Jean         | Sans opposition | Sans opposition |

| Candidats conseiller #6 | Vote | %     |
| ----------------------- | ---- | ----- |
| Ghyslaine Labelle       | 297  | 56,90 |
| Viateur Plourde         | 225  | 43,10 |

## Saint-Médard
| Candidats pour la mairie        | Vote | %     |
| ------------------------------- | ---- | ----- |
| Louis-Philippe Sirois (Sortant) | 90   | 61,64 |
| Nadine Ouellet                  | 56   | 38,36 |
| Taux de participation : 64,1 %  |      |       |

| Candidats conseiller #1   | Vote | %     |
| ------------------------- | ---- | ----- |
| Michel Larrivée (Sortant) | 88   | 60,69 |
| Daniel Roussel            | 57   | 39,31 |

| Candidats conseiller #2 | Vote | % |
| ----------------------- | ---- | - |
| Aucune candidature      |      |   |

| Candidats conseiller #3 | Vote            | %               |
| ----------------------- | --------------- | --------------- |
| Yves Ouellet            | Sans opposition | Sans opposition |

| Candidats conseiller #4 | Vote | %     |
| ----------------------- | ---- | ----- |
| Gilles Dubé (Sortant)   | 88   | 60,69 |
| Stéphane Jalbert        | 57   | 39,31 |

| Candidats conseiller #5 | Vote            | %               |
| ----------------------- | --------------- | --------------- |
| Dany Beaulieu (Sortant) | Sans opposition | Sans opposition |

| Candidats conseiller #6      | Vote            | %               |
| ---------------------------- | --------------- | --------------- |
| Rodolphe Thériault (Sortant) | Sans opposition | Sans opposition |

- Le poste de conseiller #2 est comblé par Gaston Bernier entre novembre 2017 et décembre 2018[4].

## Saint-Simon-de-Rimouski
| Candidats pour la mairie | Vote            | %               |
| ------------------------ | --------------- | --------------- |
| Wilfrid Lepage (Sortant) | Sans opposition | Sans opposition |

| Candidats conseiller #1   | Vote            | %               |
| ------------------------- | --------------- | --------------- |
| Pierre M. Barre (Sortant) | Sans opposition | Sans opposition |

| Candidats conseiller #2 | Vote            | %               |
| ----------------------- | --------------- | --------------- |
| Christian Toupin        | Sans opposition | Sans opposition |

| Candidats conseiller #3        | Vote            | %               |
| ------------------------------ | --------------- | --------------- |
| Jacqueline D'Astous (Sortante) | Sans opposition | Sans opposition |

| Candidats conseiller #4 | Vote            | %               |
| ----------------------- | --------------- | --------------- |
| Clément Ouellet         | Sans opposition | Sans opposition |

| Candidats conseiller #5                   | Vote            | %               |
| ----------------------------------------- | --------------- | --------------- |
| Raymond Lavoie (Sortant d'un autre poste) | Sans opposition | Sans opposition |

| Candidats conseiller #6    | Vote            | %               |
| -------------------------- | --------------- | --------------- |
| Guylaine Gagnon (Sortante) | Sans opposition | Sans opposition |

- Élection partielle au poste de maire et de conseillers #1 et #2 le 25 août 2019[5]
  - Élections organisées en raison de la démission du maire Wilfrid Lepage en mai 2019 pour raison de santé. La conseillère Jacqueline D'Astous agit à titre de mairesse-suppléante[5]
  - Élection de Richard Caron au poste de maire et de Diane Lamarre et André Rioux respectivement aux postes de conseillers #1 et #2.
  - Démission du conseiller #4 Clément Ouellet en mai 2019. Geneviève Vezeau devient conseillère #4 le 25 août 2019[6]

| Candidats à la mairie   | Vote                | %                   |
| ----------------------- | ------------------- | ------------------- |
| Richard Caron           | 185                 | 51,82               |
| Pierre M. Barre         | 94                  | 26,33               |
| Jérôme Rouleau          | 78                  | 21,84               |
| Taux de participation : | 369 / 475 (77,68 %) | 369 / 475 (77,68 %) |

| Candidats conseiller #1 | Vote | %     |
| ----------------------- | ---- | ----- |
| Diane Lamarre           | 265  | 75,07 |
| Claude Gagnon           | 88   | 24,93 |

| Candidats conseiller #2 | Vote | %     |
| ----------------------- | ---- | ----- |
| André Rioux             | 264  | 75,42 |
| Chantal Malacort        | 86   | 24,58 |

## Saint-Éloi
|             | Élection (2013)                                                                   | Dissolution (2013)                                                              | Élection (2017)                                                                          |
| Maire       | Mario St-Louis                                                                    | André St-Pierre                                                                 | André St-Pierre                                                                          |
| Conseillers | Louise Rioux Marc Tremblay Denis Rioux Jocelyn Côté Robin Malenfant Mario Ouellet | Louise Rioux Marc Tremblay Denis Rioux Jocelyn Côté Robin Malenfant Cathy Rioux | Louise Rioux Jonathan Rioux Éric Veilleux Jocelyn Côté Aucune candidature Gisèle Saindon |

| Candidats pour la mairie | Vote            | %               |
| ------------------------ | --------------- | --------------- |
| Mario St-Louis (Sortant) | Sans opposition | Sans opposition |

| Candidats conseiller #1 | Vote            | %               |
| ----------------------- | --------------- | --------------- |
| Louise Rioux (Sortante) | Sans opposition | Sans opposition |

| Candidats conseiller #2 | Vote            | %               |
| ----------------------- | --------------- | --------------- |
| Jonathan Rioux          | Sans opposition | Sans opposition |

| Candidats conseiller #3 | Vote            | %               |
| ----------------------- | --------------- | --------------- |
| Éric Veilleux           | Sans opposition | Sans opposition |

| Candidats conseiller #4 | Vote            | %               |
| ----------------------- | --------------- | --------------- |
| Jocelyn Côté (Sortant)  | Sans opposition | Sans opposition |

| Candidats conseiller #5 | Vote | % |
| ----------------------- | ---- | - |
| Aucune candidature      |      |   |

| Candidats conseiller #6 | Vote            | %               |
| ----------------------- | --------------- | --------------- |
| Gisèle Saindon          | Sans opposition | Sans opposition |

- Le poste de conseiller #5 est comblé par Mireille Gagnon entre novembre 2017 et décembre 2018[8].

| Candidats conseiller #5 | Vote | %   |
| ----------------------- | ---- | --- |
| Mireille Gagnon         | n/d  | n/d |

## Sainte-Rita
| Candidats pour la mairie | Vote            | %               |
| ------------------------ | --------------- | --------------- |
| Michel Colpron (Sortant) | Sans opposition | Sans opposition |

| Candidats conseiller #1 | Vote            | %               |
| ----------------------- | --------------- | --------------- |
| Micheline Cyr Rainville | Sans opposition | Sans opposition |

| Candidats conseiller #2 | Vote            | %               |
| ----------------------- | --------------- | --------------- |
| Christine Charlebois    | Sans opposition | Sans opposition |

| Candidats conseiller #3 | Vote            | %               |
| ----------------------- | --------------- | --------------- |
| Alain Rioux (Sortant)   | Sans opposition | Sans opposition |

| Candidats conseiller #4 | Vote            | %               |
| ----------------------- | --------------- | --------------- |
| Blaise Gagné (Sortant)  | Sans opposition | Sans opposition |

| Candidats conseiller #5 | Vote            | %               |
| ----------------------- | --------------- | --------------- |
| Alain Forget            | Sans opposition | Sans opposition |

| Candidats conseiller #6 | Vote            | %               |
| ----------------------- | --------------- | --------------- |
| Danny Michaud           | Sans opposition | Sans opposition |

- Démission de Micheline Cyr Rainville (conseillère #1) pour des raisons de santé le 7 mai 2018[9].

- Démission de Blaise Gagné (conseiller #4) pour cause de déménagement le 31 mai 2018[9].

- Jean Gagnon est élu conseiller #1 et assermenté le 25 juillet 2018[10].

| Candidats conseiller #1 | Vote | % |
| ----------------------- | ---- | - |
| Jean Gagnon             |      |   |

- Émile Dubé est élu et assermenté conseiller #4 le 24 août 2018[11].

| Candidats conseiller #4 | Vote | % |
| ----------------------- | ---- | - |
| Émile Dubé              |      |   |

## Sainte‐Françoise
| Candidats pour la mairie | Vote            | %               |
| ------------------------ | --------------- | --------------- |
| Simon Lavoie             | Sans opposition | Sans opposition |

| Candidats conseiller #1 | Vote            | %               |
| ----------------------- | --------------- | --------------- |
| Gaston Gill             | Sans opposition | Sans opposition |

| Candidats conseiller #2  | Vote            | %               |
| ------------------------ | --------------- | --------------- |
| Sylvain Lavoie (Sortant) | Sans opposition | Sans opposition |

| Candidats conseiller #3   | Vote            | %               |
| ------------------------- | --------------- | --------------- |
| Michel Lévesque (Sortant) | Sans opposition | Sans opposition |

| Candidats conseiller #4 | Vote            | %               |
| ----------------------- | --------------- | --------------- |
| Vianney Paradis         | Sans opposition | Sans opposition |

| Candidats conseiller #5 | Vote            | %               |
| ----------------------- | --------------- | --------------- |
| André Charbonneau       | Sans opposition | Sans opposition |

| Candidats conseiller #6 | Vote            | %               |
| ----------------------- | --------------- | --------------- |
| Daniel Morais           | Sans opposition | Sans opposition |

- François Gill (conseiller #1) quitte le conseil municipal en cours de mandat.

## Trois-Pistoles
| Partis                         | Partis                | Candidats pour la mairie    | Vote  | %     |
| ------------------------------ | --------------------- | --------------------------- | ----- | ----- |
|                                | Action Trois-Pistoles | Jean Pierre Rioux (Sortant) | 1 072 | 95,80 |
|                                | Indépendant           | Pierre-André Michaud        | 24    | 2,14  |
|                                | Indépendant           | Armand Malenfant            | 23    | 2,06  |
| Taux de participation : 42,2 % |                       |                             |       |       |

| Partis | Partis                | Candidats district Nord #1 (1) | Vote            | %               |
| ------ | --------------------- | ------------------------------ | --------------- | --------------- |
|        | Action Trois-Pistoles | Jacinthe Veilleux (Sortante)   | Sans opposition | Sans opposition |

| Partis | Partis                | Candidats district Nord #2 (2) | Vote            | %               |
| ------ | --------------------- | ------------------------------ | --------------- | --------------- |
|        | Action Trois-Pistoles | Marie LeBlanc (Sortante)       | Sans opposition | Sans opposition |

| Partis | Partis                | Candidats district Est #1 (3) | Vote            | %               |
| ------ | --------------------- | ----------------------------- | --------------- | --------------- |
|        | Action Trois-Pistoles | Gina Charest                  | Sans opposition | Sans opposition |

| Partis | Partis                | Candidats district Est #2 (4) | Vote            | %               |
| ------ | --------------------- | ----------------------------- | --------------- | --------------- |
|        | Action Trois-Pistoles | Guillaume Côté-Philibert      | Sans opposition | Sans opposition |

| Partis | Partis                | Candidats district Ouest #1 (5) | Vote            | %               |
| ------ | --------------------- | ------------------------------- | --------------- | --------------- |
|        | Action Trois-Pistoles | Maurice Vaney (Sortant)         | Sans opposition | Sans opposition |

| Partis | Partis                | Candidats district Ouest #2 (6)            | Vote            | %               |
| ------ | --------------------- | ------------------------------------------ | --------------- | --------------- |
|        | Action Trois-Pistoles | Frédéric Lagacé (Sortant d'un autre poste) | Sans opposition | Sans opposition |